# Havannapeppar
Havannapeppar (Capsicum chinense) är en art inom familjen potatisväxter. Artens sorter kännetecknas av sina mycket starkt smakande frukter varav den mest kända kanske är habanero.

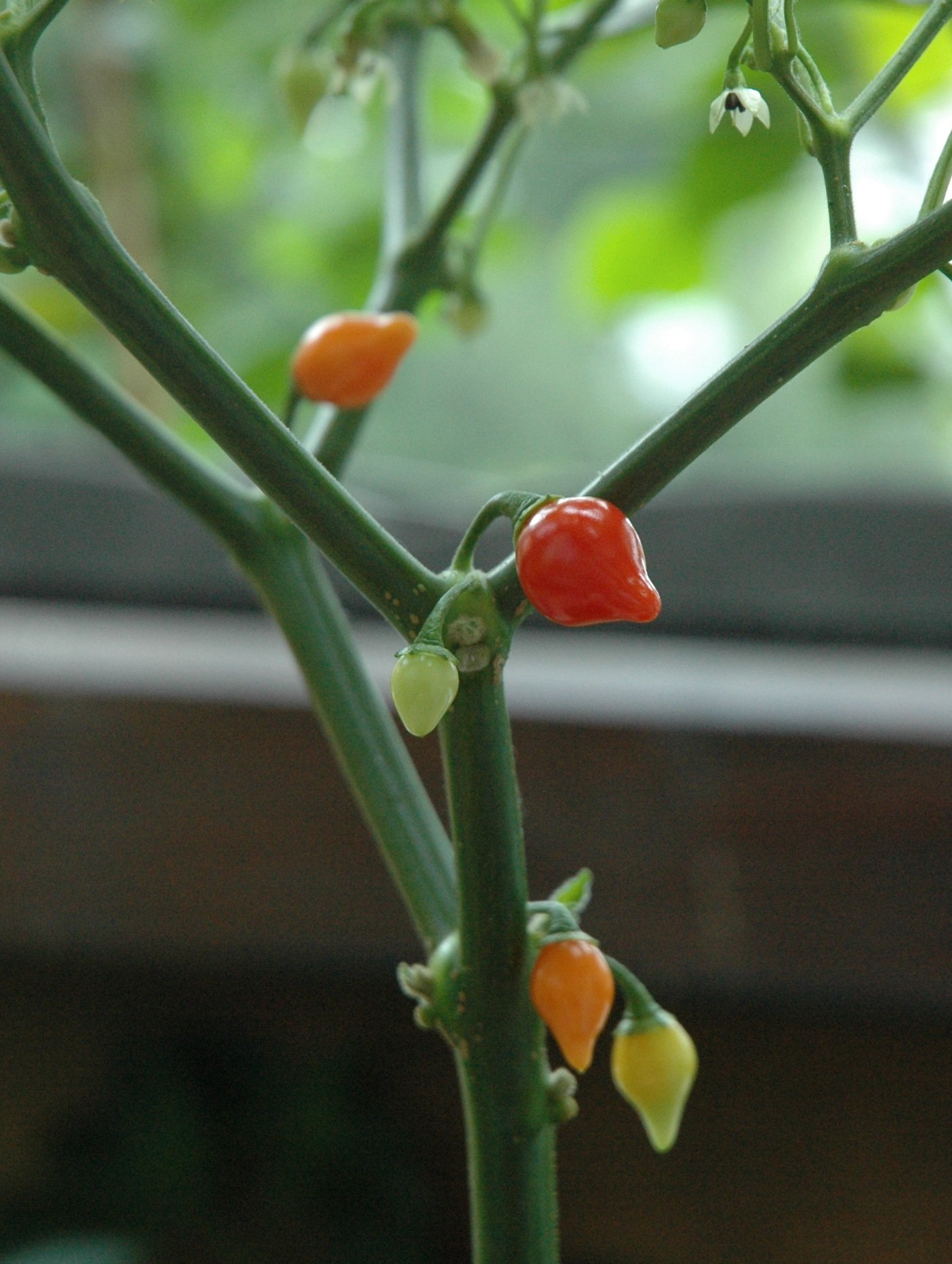
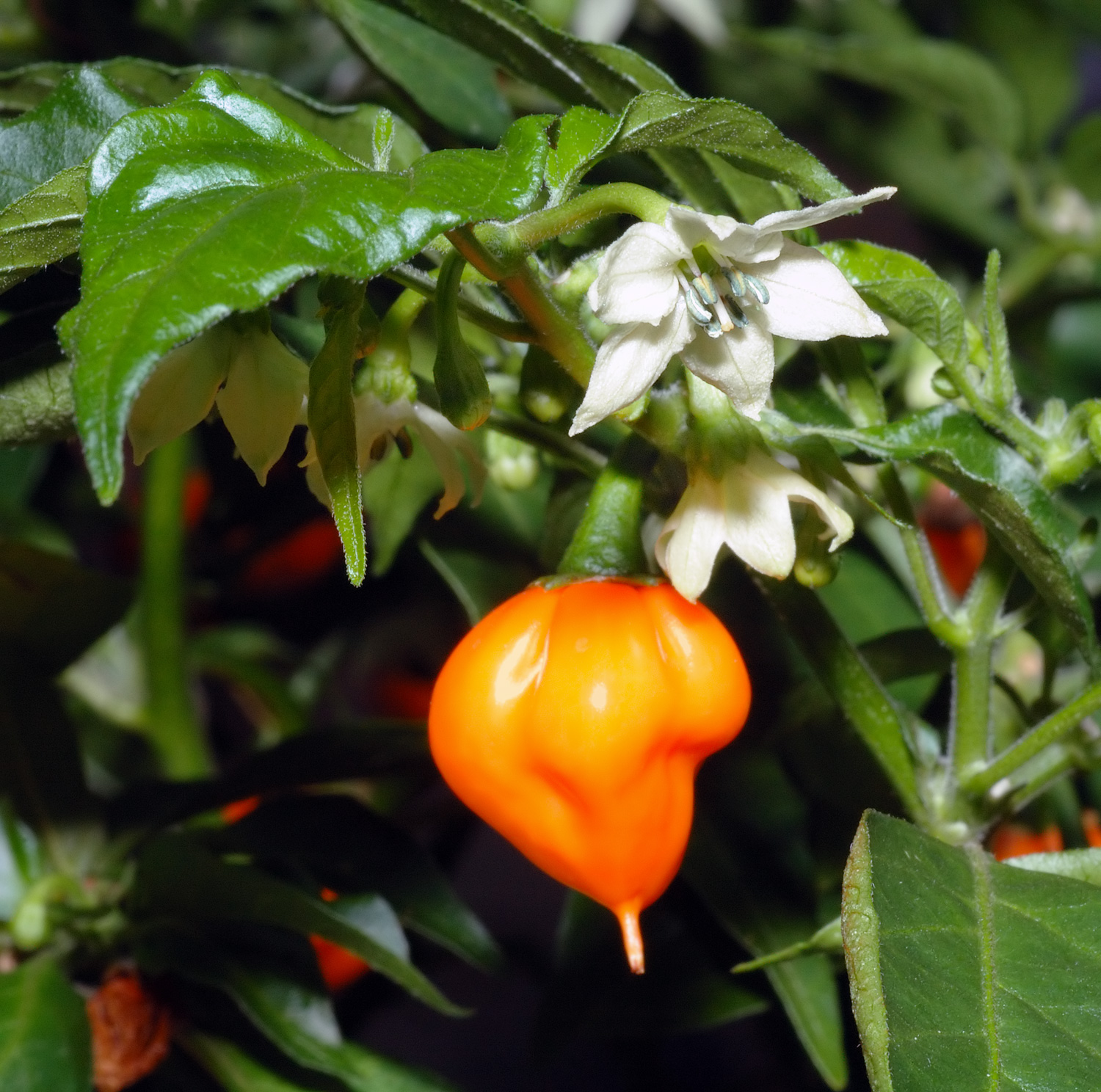
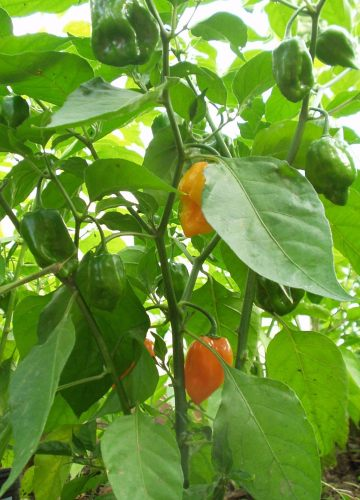
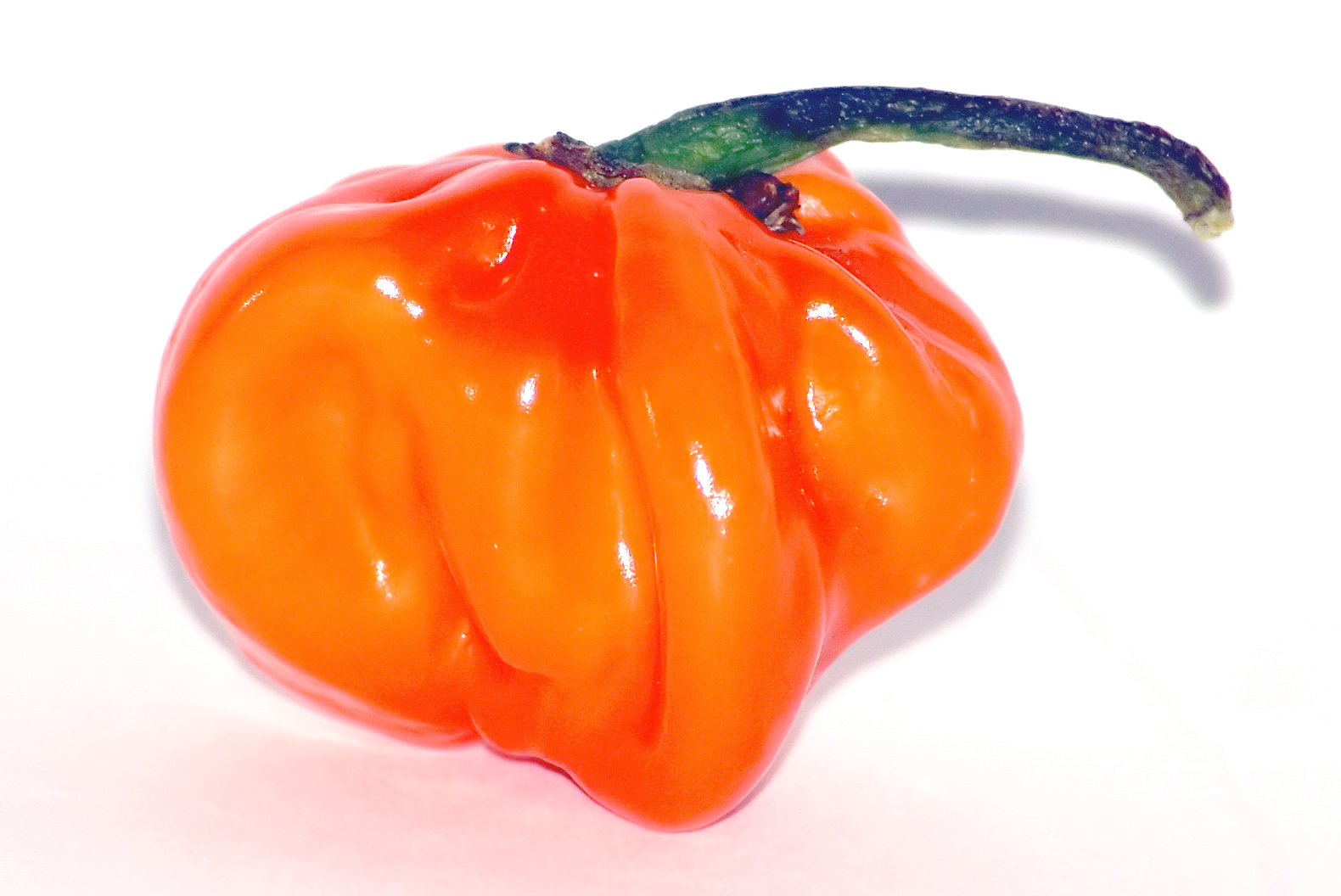